# Ambrosi Hoffmann
Ambrosi Hoffmann, född den 22 mars 1977 i Davos, Schweiz, är en schweizisk utförsåkare.
Han tog OS-brons i herrarnas super-G i samband med de olympiska utförstävlingarna 2006 i Turin.